# Federația Bielorusă de Fotbal
Federația Bielorusă de Fotbal (în belarusă Беларуская Фэдэрацыя Футбола) este forul conducător al fotbalului din Belarus. Ea organizează Prima Ligă, Echipa națională de fotbal a Bielorusiei și Echipa națională de fotbal feminin a Bielorusiei. Își are sediul în Minsk.